# MOL Cup 2016/2017
MOL Cup 2016/17 (sponzorský název dle maďarské ropné a plynárenské společnosti MOL) nebo také Pohár FAČR byl celkově 24. ročníkem českého fotbalového poháru, dříve hraného pod názvem Pohár Českomoravského fotbalového svazu a později pod názvem Ondrášovka Cup či Pohár České pošty. Soutěže se účastnily profesionální i amatérské fotbalové kluby z České republiky z různých pater systému fotbalových soutěží v ČR.
Soutěž odstartovala 22. července 2016 předkolovou fází, a to utkáním ve Frýdlantu nad Ostravicí. Trofej obhajoval FK Mladá Boleslav, jenž byl vyřazen v semifinále. Ve finále hraném 17. května 2017 na Andrově stadionu v Olomouci zvítězil prvoligový FC Fastav Zlín 1:0 nad druholigovým klubem SFC Opava.

## Formát soutěže
Všechna kola soutěže se v tomto ročníku hrála jednokolově, což byla poměrně zásadní změna oproti předchozím ročníkům.
Utkání se navíc již automaticky nehrála na hřišti celku z nižší soutěže. Mezi profesionální týmy z 1. a 2. ligy se v případě vzájemného utkání losovalo místo utkání (dříve hrál tým z nižší soutěže na domácím hřišti).
Počínaje 4. kolem (osmifinále) neplatí ani toto pravidlo. Pokud tedy postoupí celek z 3. ligy nebo nižší soutěže do osmifinále, nemá zaručeno, že bude hrát utkání na domácí půdě. Místo utkání se losuje.
Pokud zápas skončil remízou, nově následovalo prodloužení, až poté případný penaltový rozstřel, což byla další změna oproti minulému ročníku.

## Podzimní část

### Předkolo
Této fáze soutěže se účastnilo celkem 70 týmů, převážně z Divizí (IV). Účastnily se však i týmy z ČFL a MSFL (III), Krajských přeborů (V) i nižší krajské A-třídy (VI).
Zápasy předkola byly na programu 24. července 2016 v oficiálním čase od 17.00. Několik utkání bylo odehráno již ve dnech 22.-23. července.
| ČU | Domácí                             | Výsledek       | Hosté                               |
| -- | ---------------------------------- | -------------- | ----------------------------------- |
| 1  | SK Uhelné sklady Praha (V)         | 1–5            | FC Olympia Hradec Králové (III)     |
| 2  | TJ Sokol Sezimovo Ústí (VI)        | 2–0            | Sokol Hostouň (IV)                  |
| 3  | TJ Proboštov (V)                   | 4–4 (5–3 pen.) | FK Neratovice-Byškovice (IV)        |
| 4  | FK Arsenal Česká Lípa (V)          | 2–2 (1–4 pen.) | TJ Slovan Velvary (IV)              |
| 5  | RMSK Cidlina Nový Bydžov (V)       | 1–3            | TJ Spartak Chrastava (IV)           |
| 6  | TJ Svitavy (V)                     | 0–3            | FK OEZ Letohrad (IV)                |
| 7  | SK Štětí (IV)                      | 2–2 (4–2 pen.) | FK Turnov (IV)                      |
| 8  | FK Motorlet Praha (IV)             | 8–2            | FC Nový Bor (IV)                    |
| 9  | FK Baník Souš (IV)                 | 4–2            | FK Ostrov (IV)                      |
| 10 | TJ Sušice (IV)                     | 0–5            | SK Klatovy 1898 (IV)                |
| 11 | FC Viktoria Mariánské Lázně (IV)   | 4–1            | FC Rokycany (IV)                    |
| 12 | Sportovní sdružení Ostrá (IV)      | 0–7            | FK Admira Praha (IV)                |
| 13 | FK Náchod (IV)                     | 3–1 v prodl.   | MFK Trutnov (IV)                    |
| 14 | TJ Tatran Sedlčany (IV)            | 3–4            | SK Kladno (IV)                      |
| 15 | SK Sokol Brozany (IV)              | 3–1            | FC Chomutov (IV)                    |
| 16 | AFK Tišnov (V)                     | 2–2 (9–8 pen.) | FK APOS Blansko (III)               |
| 17 | FC Kralice na Hané (V)             | 0–2            | FK Nové Sady (IV)                   |
| 18 | FC RAK Provodov (V)                | 0–1            | SFK ELKO Holešov (IV)               |
| 19 | SC Pustá Polom (IV)                | 0–2            | FC Dolní Benešov (IV)               |
| 20 | FK Jeseník (IV)                    | 0–2            | FK Šumperk (IV)                     |
| 21 | TJ Slovan Bzenec (IV)              | 0–1            | MSK Břeclav (IV)                    |
| 22 | FC Spartak Velká Bíteš (IV)        | 1–2            | TJ Sokol Tasovice (IV)              |
| 23 | FC Elseremo Brumov (IV)            | 2–1            | FC Velké Karlovice + Karolinka (IV) |
| 24 | 1. FC Viktorie Přerov (IV)         | 3–2            | 1. HFK Olomouc (III)                |
| 25 | FSC Stará Říše (IV)                | 2–1            | SFK Vrchovina Nové Město (IV)       |
| 26 | FC Chotěboř (V)                    | 3–2 v prodl.   | FK Pelhřimov (IV)                   |
| 27 | SK Rakovník (V)                    | 1–1 (4–3 pen.) | 1. FC Karlovy Vary (IV)             |
| 28 | SK Vysoké Mýto (IV)                | 0–1 v prodl.   | FK Čáslav (IV)                      |
| 29 | TJ Tatran Jakubčovice (VI)         | 1–3            | SK Hranice (IV)                     |
| 30 | FC TVD Slavičín (IV)               | 3–0            | TJ Valašské Meziříčí (IV)           |
| 31 | TJ Lokomotiva Petrovice (IV)       | 1–2            | FC Odra Petřkovice (III)            |
| 32 | TJ Přeštice (V)                    | 1–3 v prodl.   | FC Přední Kopanina (IV)             |
| 33 | TJ Sokol Kratonohy (IV)            | 2–0            | TJ Jiskra Ústí nad Orlicí (IV)      |
| 34 | SK Aritma Praha (IV)               | 2–3 v prodl.   | FK Kolín (IV)                       |
| 35 | 1. BFK Frýdlant nad Ostravicí (IV) | 0–0 (3–4 pen.) | MFK Havířov (IV)                    |

### 1. kolo
Z předkola postoupilo celkem 35 týmů + 51 týmů je nasazeno přímo.
Týmy nasazené do 1. kola podle soutěží
- Fotbalová národní liga (II) 16/16
  - všechny týmy postoupily do 2. kola
- ČFL (III) 15/18 (neúčast - SK Viktorie Jirny, FC MAS Táborsko B. Tým FC Olympia Hradec Králové si postup vybojoval v Předkole.)
- MSFL (III) 10/16 (neúčast - 3× "B-tým". Týmy FK APOS Blansko a 1. HFK Olomouc vypadly již v Předkole. Tým FC Odra Petřkovice z Předkola postoupil.)
- zbylých 10 nasazených týmů bylo z Divizních soutěží (IV)

Zápasy předkola byly odehrány 30. července 2016 v 17.00 (až na několik výjimek)
| ČU | Domácí                           | Výsledek       | Hosté                            |
| -- | -------------------------------- | -------------- | -------------------------------- |
| 36 | FK Meteor Praha VIII (IV)        | 2–3            | FK Litoměřicko (III)             |
| 37 | SK Rakovník (V)                  | 0–2            | FK TJ Štěchovice (III)           |
| 38 | FK Čáslav (IV)                   | 0–3            | TJ Sokol Živanice (IV)           |
| 39 | MSK Břeclav (IV)                 | 4–3            | MFK Vyškov (III)                 |
| 40 | SK Líšeň (III)                   | 1–0            | FC Viktoria Otrokovice (III)     |
| 41 | SK Hranice (IV)                  | 0–5            | FK Nový Jičín (IV)               |
| 42 | FC Odra Petřkovice (III)         | 0–1            | SFC Opava (II)                   |
| 43 | 1. FC Viktorie Přerov (IV)       | 1–5            | SK Uničov (III)                  |
| 44 | SFK ELKO Holešov (IV)            | 0–6            | SK Sigma Olomouc (II)            |
| 45 | FC Dolní Benešov (IV)            | 0–3            | FC Baník Ostrava (II)            |
| 46 | FK Šumperk (IV)                  | 1–0            | FK Mohelnice (III)               |
| 47 | FSC Stará Říše (IV)              | 1–2            | FC Velké Meziříčí (III)          |
| 48 | FC Elseremo Brumov (IV)          | 0–5            | MFK Vítkovice (II)               |
| 49 | FC Slovan Rosice (IV)            | 0–1            | 1. SC Znojmo (II)                |
| 50 | FC TVD Slavičín (IV)             | 1–0            | SK Hanácká Slavia Kroměříž (III) |
| 51 | FC Chotěboř (V)                  | 1–6            | TJ Slavoj TKZ Polná (IV)         |
| 52 | SK Klatovy 1898 (IV)             | 4–2            | FK Slavoj Vyšehrad (III)         |
| 53 | TJ Proboštov (V)                 | 1–3            | FK Varnsdorf (II)                |
| 54 | TJ Spartak Chrastava (IV)        | 1–2            | SK Zápy (III)                    |
| 55 | SK Štětí (IV)                    | 0–6            | FK Ústí nad Labem (II)           |
| 56 | FK Baník Souš (IV)               | 0–3            | FK Loko Vltavín (III)            |
| 57 | FC Olympia Hradec Králové (III)  | 1–2            | FC Sellier & Bellot Vlašim (II)  |
| 58 | FK Motorlet Praha (IV)           | 2–2 (4–5 pen.) | SK Dynamo České Budějovice (II)  |
| 59 | TJ OSS Lomnice (V)               | 1–10           | TJ Jiskra Domažlice (III)        |
| 60 | FK OEZ Letohrad (IV)             | 0–5            | FK Pardubice (II)                |
| 61 | FK Náchod (IV)                   | 0–3            | FC Viktoria Žižkov (II)          |
| 62 | TJ Sokol Sezimovo Ústí (VI)      | 0–3            | FC Písek (III)                   |
| 63 | SK Kladno (IV)                   | 0–4            | FC MAS Táborsko (II)             |
| 64 | FK Kolín (IV)                    | 0–1            | FK Králův Dvůr (III)             |
| 65 | TJ Slovan Velvary (IV)           | 1–4            | SK Převýšov (III)                |
| 66 | TJ Dvůr Králové nad Labem (IV)   | 0–3            | SK Benátky nad Jizerou (III)     |
| 67 | SK Český Brod (IV)               | 3–1            | FK Hořovicko (III)               |
| 68 | SK Sokol Brozany (IV)            | 2–2 (6–7 pen.) | SK Benešov (III)                 |
| 69 | TJ Sokol Tasovice (IV)           | 0–2            | HFK Třebíč (III)                 |
| 70 | FK Nové Sady (IV)                | 0–1            | MFK Frýdek-Místek (II)           |
| 71 | AFK Tišnov (V)                   | 0–3            | 1. SK Prostějov (II)             |
| 72 | SK Jiskra Rýmařov (IV)           | 1–2            | FC Hlučín (III)                  |
| 73 | FK Hodonín (IV)                  | 2–2 (8–9 pen.) | SK Spartak Hulín (III)           |
| 74 | FC Přední Kopanina (IV)          | 3–6            | FK Tachov (III)                  |
| 75 | FC Viktoria Mariánské Lázně (IV) | 1–6            | FK Baník Sokolov (II)            |
| 76 | MFK Havířov (IV)                 | 1–2            | FK Fotbal Třinec (II)            |
| 77 | FK Kratonohy (IV)                | 1–5            | MFK Chrudim (III)                |
| 78 | FK Admira Praha (IV)             | 2–2 (5–4 pen.) | FK Dobrovice (III)               |

### 2. kolo
Z 1. kola postoupilo celkem 43 týmů + 11 týmů, hrajících ePojisteni.cz ligu 2016/17, bylo nasazeno přímo. Zajímavostí je, že do 2. kola se dostalo všech 16 týmů reprezentujících Fotbalovou národní ligu.
Zápasy 2. kola byly na programu 10. srpna 2016. V řádném termínu jich bylo odehráno 20, jedno utkání bylo s jednodenním předstihem předehráno a dalších 6 jich bylo dohráno nejdéle s dvoutýdenním odstupem. Začátky zápasů byly různé.
Zápasů 2. kola se již účastnilo i 11 zástupců ePojisteni.cz ligy, kteří všichni plnili roli hostujícího týmu.
Nasazené týmy do 2. kola
| - FC Zbrojovka Brno - FK Jablonec - 1. FC Slovácko - Bohemians Praha 1905 - FK Dukla Praha - FC Vysočina Jihlava | - FK Teplice - FC Fastav Zlín - 1. FK Příbram - MFK Karviná - FC Hradec Králové |

Druhé kolo se stalo osudným dvěma týmům 1. ligy. FK Teplice podlehly 1-3 na hřišti třetiligového týmu FK Králův Dvůr. Stejným výsledekem byla vyřazena i 1. FK Příbram na hřišti týmu FK Litoměřicko.
Ostatní celky ePojisteni.cz ligy se probojovaly dále. Poměrně vysokou úmrtnost ve druhém kole měly týmy FNL, kterých vypadlo hned 7 ze 16.
Legenda:
|  | Tým postupující do dalšího kola.                      |
|  | Prvoligový tým vyřazený týmem z nižší ligové soutěže. |

| ČU  | Domácí                       | Výsledek       | Hosté                           |
| --- | ---------------------------- | -------------- | ------------------------------- |
| 79  | FK Nový Jičín (IV)           | 1–2            | MFK Karviná                     |
| 80  | FK Králův Dvůr (III)         | 1–0            | FK Teplice                      |
| 81  | SK Český Brod (IV)           | 3–4            | SK Dynamo České Budějovice (II) |
| 82  | SK Benátky nad Jizerou (III) | 2–5 v prodl.   | FC Sellier & Bellot Vlašim (II) |
| 83  | FK Tachov (III)              | 1–1 (5–4 pen.) | FC Viktoria Žižkov (II)         |
| 84  | SK Převýšov (III)            | 0–3            | FK Dukla Praha                  |
| 85  | FK Admira Praha (IV)         | 1–4            | FC Hradec Králové               |
| 86  | TJ Sokol Živanice (IV)       | 0–1            | FK Pardubice (II)               |
| 87  | FC Písek (III)               | 3–0            | FK Varnsdorf (II)               |
| 88  | FK Loko Vltavín (III)        | 1–2            | FC MAS Táborsko (II)            |
| 89  | FK TJ Štěchovice (III)       | 2–3            | Bohemians Praha 1905            |
| 90  | TJ Jiskra Domažlice (III)    | 1–4            | FK Jablonec                     |
| 91  | SK Klatovy 1898 (IV)         | 1–9            | FC Vysočina Jihlava             |
| 92  | FC TVD Slavičín (IV)         | 1–3            | FC Zbrojovka Brno               |
| 93  | SK Uničov (III)              | 1–3            | 1. FC Slovácko                  |
| 94  | SK Spartak Hulín (III)       | 2–1            | 1. SC Znojmo (II)               |
| 95  | FC Hlučín (III)              | 2–1 v prodl.   | MFK Frýdek-Místek (II)          |
| 96  | TJ Slavoj TKZ Polná (IV)     | 1–10           | SK Sigma Olomouc (II)           |
| 97  | SK Líšeň (III)               | 1–3            | 1. SK Prostějov (II)            |
| 98  | MFK Chrudim (III)            | 1–0 v prodl.   | MFK Vítkovice (II)              |
| 99  | FK Šumperk (IV)              | 1–4            | SFC Opava (II)                  |
| 100 | FK Litoměřicko (III)         | 3–1            | 1. FK Příbram                   |
| 101 | FC Velké Meziříčí (III)      | 2–1            | FK Fotbal Třinec (II)           |
| 102 | MSK Břeclav (IV)             | 0–6            | FC Baník Ostrava (II)           |
| 103 | SK Benešov (III)             | 2–4            | FK Ústí nad Labem (II)          |
| 104 | HFK Třebíč (III)             | 0–4            | FC Fastav Zlín                  |
| 105 | SK Zápy (III)                | 2–1            | FK Baník Sokolov (II)           |

### 3. kolo
Třetí kolo bylo posledním kolem, kam byly týmy nasazeny bez předchozího postupu pohárovou soutěží. Z 2. kola postoupilo celkem 27 týmů + 5 nejlepších týmů Synot ligy 2015/16 bylo nasazeno přímo.
Zápasy 3. kola byly na programu v řádném termínu 20. a 21. září 2016. Utkání č. 106 bylo odehráno již 14. září, další utkání byly dohrány nejpozději do 12. října.
Nasazené týmy do 3. kola
| - FC Viktoria Plzeň - AC Sparta Praha - FC Slovan Liberec - FK Mladá Boleslav - SK Slavia Praha |

I ve 3. kole se zrodily dva senzační výsledky a opět měly stejné hrdiny. Ve spanilé jízdě pokračovalo FK Litoměřicko, které vyřadilo slavný FC Baník Ostrava, i FK Králův Dvůr, který vyřadil dalšího týmů 1. ligy. Tentokrát finalistu předchozího ročníku - FK Jablonec.
Legenda:
|  | Tým postupující do dalšího kola.                      |
|  | Prvoligový tým vyřazený týmem z nižší ligové soutěže. |

| ČU  | Domácí                          | Výsledek       | Hosté                 |
| --- | ------------------------------- | -------------- | --------------------- |
| 106 | SK Zápy (III)                   | 1–2            | FK Mladá Boleslav     |
| 107 | FC Sellier & Bellot Vlašim (II) | 0–1            | FC Hradec Králové     |
| 108 | SK Spartak Hulín (III)          | 1–2            | Bohemians Praha 1905  |
| 109 | FK Pardubice (II)               | 1–3            | FC Vysočina Jihlava   |
| 110 | SK Sigma Olomouc (II)           | 1–2            | FC MAS Táborsko (II)  |
| 111 | FK Litoměřicko (III)            | 0–1            | FC Baník Ostrava (II) |
| 112 | FC Velké Meziříčí (III)         | 1–2            | FK Dukla Praha        |
| 113 | FC Hlučín (III)                 | 0–7            | FC Viktoria Plzeň     |
| 114 | FK Ústí nad Labem (II)          | 1–4            | FC Zbrojovka Brno     |
| 115 | MFK Karviná                     | 2–0 v prodl.   | 1. SK Prostějov (II)  |
| 116 | MFK Chrudim (III)               | 1–3            | SK Slavia Praha       |
| 117 | FK Tachov (III)                 | 0–4            | FC Fastav Zlín        |
| 118 | FK Králův Dvůr (III)            | 1–1 (5–3 pen.) | FK Jablonec           |
| 119 | 1. FC Slovácko                  | 3–4 v prodl.   | SFC Opava (II)        |
| 120 | SK Dynamo České Budějovice (II) | 1–2            | AC Sparta Praha       |
| 121 | FC Písek (III)                  | 1–5            | FC Slovan Liberec     |

### Osmifinále (4. kolo)
Ze 3. kola postoupilo celkem 16 týmů.
Osmifinálové kolo bylo oproti předchozím ročníkům hráno jednokolově, stejně jako další dvě kola.
Duely tohoto byly na programu v řádném termínu 26. října 2016. Duel MFK Karviná vs. FK Dukla Praha byl odehrán 30. listopadu a duel mezi FC MAS Táborsko a FC Slovan Liberec až 1. března 2017.
Tato část proti sobě již postavila týmy z nejvyšší soutěže a některé střety měly překvapivé výsledky. Vyřazeni byli dva z největších favoritů, a to FC Viktoria Plzeň a AC Sparta Praha. První jmenovaný při venkovním duelu v Opavě s místním SFC Opava, který byl také jediným týmem z nižší soutěže, který se probojoval do čtvrtfinále.
| ČU  | Domácí               | Výsledek       | Hosté                |
| --- | -------------------- | -------------- | -------------------- |
| 122 | FK Mladá Boleslav    | 4–2            | FC Hradec Králové    |
| 123 | SFC Opava (II)       | 4–2            | FC Viktoria Plzeň    |
| 124 | FC Fastav Zlín       | 3–1 v prodl.   | AC Sparta Praha      |
| 125 | FC Zbrojovka Brno    | 2–1            | FC Vysočina Jihlava  |
| 126 | Bohemians Praha 1905 | 3–1            | FK Králův Dvůr (III) |
| 127 | SK Slavia Praha      | 7–0            | FK Litoměřicko (III) |
| 128 | MFK Karviná          | 2–2 (4–2 pen.) | FK Dukla Praha       |
| 129 | FC MAS Táborsko (II) | 1–3            | FC Slovan Liberec    |

## Jarní část
V Jarní části sezony bylo/bude odehráno pouze 7 utkání této pohárové soutěže. Důvodem byla již zmíněná změna formátu, kdy jsou všechny kola hrána jednozápasovým systémem.
V osmifinále a čtvrtfinále je polovina týmů nasazena podle úrovně soutěže v tomto ročníku a pořadí v předcházejícím ročníku. O místě sehrání duelu rozhoduje los. V semifinále není nikdo nasazen.

### Pavouk
- Od 4. kola

|  | Osmifinále               | Osmifinále               |                        |       | Čtvrtfinále | Čtvrtfinále |  |  | Semifinále | Semifinále |  |  | Finále | Finále |
|  |                          |                          |                        |       |             |             |  |  |            |            |  |  |        |        |
|  | 26.10.                   |                          |                        |       |             |             |  |  |            |            |  |  |        |        |
|  |                          |                          |                        |       |             |             |  |  |            |            |  |  |        |        |
|  | SK Slavia Praha          | 7                        |                        |       |             |             |  |  |            |            |  |  |        |        |
|  | SK Slavia Praha          | 7                        | 12.4.                  |       |             |             |  |  |            |            |  |  |        |        |
|  | FK Litoměřicko (III)     | 0                        |                        |       |             |             |  |  |            |            |  |  |        |        |
|  | FK Litoměřicko (III)     | 0                        | SK Slavia Praha        | 5     |             |             |  |  |            |            |  |  |        |        |
|  | 30.11.                   |                          | SK Slavia Praha        | 5     |             |             |  |  |            |            |  |  |        |        |
|  |                          | MFK Karviná              | 2                      |       |             |             |  |  |            |            |  |  |        |        |
|  | MFK Karviná              | MFK Karviná              | 2                      | 2 (4) |             |             |  |  |            |            |  |  |        |        |
|  | MFK Karviná              |                          | 25.4. - Praha          | 2 (4) |             |             |  |  |            |            |  |  |        |        |
|  | FK Dukla Praha (pen.)    | 2 (2)                    |                        |       |             |             |  |  |            |            |  |  |        |        |
|  | FK Dukla Praha (pen.)    | 2 (2)                    | SK Slavia Praha        | 0     |             |             |  |  |            |            |  |  |        |        |
|  | 1.3.                     |                          | SK Slavia Praha        | 0     |             |             |  |  |            |            |  |  |        |        |
|  |                          | FC Fastav Zlín           | 1                      |       |             |             |  |  |            |            |  |  |        |        |
|  | FC MAS Táborsko (II)     | FC Fastav Zlín           | 1                      | 1     |             |             |  |  |            |            |  |  |        |        |
|  | FC MAS Táborsko (II)     | 5.4.                     |                        | 1     |             |             |  |  |            |            |  |  |        |        |
|  | FC Slovan Liberec        | 3                        |                        |       |             |             |  |  |            |            |  |  |        |        |
|  | FC Slovan Liberec        | 3                        | FC Slovan Liberec      | 2     |             |             |  |  |            |            |  |  |        |        |
|  | 26.10.                   |                          | FC Slovan Liberec      | 2     |             |             |  |  |            |            |  |  |        |        |
|  |                          | FC Fastav Zlín (prodl.)  | 4                      |       |             |             |  |  |            |            |  |  |        |        |
|  | FC Fastav Zlín           | FC Fastav Zlín (prodl.)  | 4                      | 3     |             |             |  |  |            |            |  |  |        |        |
|  | FC Fastav Zlín           |                          | 17.5. - Olomouc        | 3     |             |             |  |  |            |            |  |  |        |        |
|  | AC Sparta Praha (prodl.) | 1                        |                        |       |             |             |  |  |            |            |  |  |        |        |
|  | AC Sparta Praha (prodl.) | 1                        | FC Fastav Zlín         | 1     |             |             |  |  |            |            |  |  |        |        |
|  | 26.10.                   |                          | FC Fastav Zlín         | 1     |             |             |  |  |            |            |  |  |        |        |
|  |                          | SFC Opava (II)           | 0                      |       |             |             |  |  |            |            |  |  |        |        |
|  | Bohemians Praha 1905     | SFC Opava (II)           | 0                      | 3     |             |             |  |  |            |            |  |  |        |        |
|  | Bohemians Praha 1905     | 4.4.                     |                        | 3     |             |             |  |  |            |            |  |  |        |        |
|  | FK Králův Dvůr (III)     | 1                        |                        |       |             |             |  |  |            |            |  |  |        |        |
|  | FK Králův Dvůr (III)     | 1                        | Bohemians Praha 1905   | 1 (3) |             |             |  |  |            |            |  |  |        |        |
|  | 26.10.                   |                          | Bohemians Praha 1905   | 1 (3) |             |             |  |  |            |            |  |  |        |        |
|  |                          | FK Mladá Boleslav (pen.) | 1 (4)                  |       |             |             |  |  |            |            |  |  |        |        |
|  | FK Mladá Boleslav        | FK Mladá Boleslav (pen.) | 1 (4)                  | 4     |             |             |  |  |            |            |  |  |        |        |
|  | FK Mladá Boleslav        |                          | 26.4. - Mladá Boleslav | 4     |             |             |  |  |            |            |  |  |        |        |
|  | FC Hradec Králové        | 2                        |                        |       |             |             |  |  |            |            |  |  |        |        |
|  | FC Hradec Králové        | 2                        | FK Mladá Boleslav      | 0     |             |             |  |  |            |            |  |  |        |        |
|  | 26.10.                   |                          | FK Mladá Boleslav      | 0     |             |             |  |  |            |            |  |  |        |        |
|  |                          | SFC Opava (II)           | 2                      |       |             |             |  |  |            |            |  |  |        |        |
|  | SFC Opava (II)           | SFC Opava (II)           | 2                      | 4     |             |             |  |  |            |            |  |  |        |        |
|  | SFC Opava (II)           | 26.3.                    |                        | 4     |             |             |  |  |            |            |  |  |        |        |
|  | FC Viktoria Plzeň        | 2                        |                        |       |             |             |  |  |            |            |  |  |        |        |
|  | FC Viktoria Plzeň        | 2                        | SFC Opava (II)         | 2     |             |             |  |  |            |            |  |  |        |        |
|  | 26.10.                   |                          | SFC Opava (II)         | 2     |             |             |  |  |            |            |  |  |        |        |
|  |                          | FC Zbrojovka Brno        | 1                      |       |             |             |  |  |            |            |  |  |        |        |
|  | FC Zbrojovka Brno        | FC Zbrojovka Brno        | 1                      | 2     |             |             |  |  |            |            |  |  |        |        |
|  | FC Zbrojovka Brno        |                          |                        | 2     |             |             |  |  |            |            |  |  |        |        |
|  | FC Vysočina Jihlava      | 1                        |                        |       |             |             |  |  |            |            |  |  |        |        |
|  | FC Vysočina Jihlava      | 1                        |                        |       |             |             |  |  |            |            |  |  |        |        |

### Čtvrtfinále (5. kolo)
| 130 26. březen 2017 | SFC Opava                               | 2 – 1 | FC Zbrojovka Brno  | Městský stadion Opava |  |  |
| 12:15 SELČ          | 64' Jakub Janetzký 78' Jan Schaffartzik |       | 45' Jakub Řezníček |                       |  |  |
|                     |                                         |       |                    |                       |  |  |

| 131 4. duben 2017 | Bohemians Praha 1905 | 1 – 1 (3–4 pen) | FK Mladá Boleslav |  |  |  |
| 20:15 SELČ        | 74' Dominik Mašek    |                 | 59' Lukáš Magera  |  |  |  |
|                   |                      |                 |                   |  |  |  |

| 132 5. duben 2017 | FC Slovan Liberec                     | 2 – 4 v prodl. | FC Fastav Zlín                                                                | Stadion U Nisy, Liberec |  |  |
| 20:15 SELČ        | Zoran Gajić 10' (vl.) Radek Voltr 60' |                | 52' Vukadin Vukadinović 57' Róbert Matejov 95' Lukáš Holík 120' Miloš Kopečný |                         |  |  |
|                   |                                       |                |                                                                               |                         |  |  |

| 133 12. duben 2017 | SK Slavia Praha                                                                          | 5 – 2 | MFK Karviná                                | Eden Aréna, Praha |  |  |
| 18:45 SELČ         | Michal Frydrych 24' Jasmin Šćuk 38' Ruslan Mingazov 49' Stanislav Tecl 63' Jan Bořil 67' |       | 34' Tomáš Wágner 54' (vl.) Michael Lüftner | Diváci: 4 438     |  |  |
|                    |                                                                                          |       |                                            |                   |  |  |

### Semifinále
| 134 25. duben 2017 | SK Slavia Praha | 0 – 1 | FC Fastav Zlín  | Eden Aréna, Praha                |  |  |
| 18:30 SELČ         |                 |       | Lukáš Holík 32' | Diváci: 5 012 Rozhodčí: Michálek |  |  |
|                    |                 |       |                 |                                  |  |  |

| 135 26. duben 2017 | FK Mladá Boleslav | 0 – 2 | SFC Opava                              | Městský stadion Mladá Boleslav, Mladá Boleslav |  |  |
| 17:00 SELČ         |                   |       | Matěj Helebrand 22' Václav Jurečka 42' |                                                |  |  |
|                    |                   |       |                                        |                                                |  |  |

### Finále
Finálové střetnutí se původně mělo odehrát v Eden Aréně v Praze, ale vzhledem k tomu, že se do něj probojovaly týmy ze Zlínského (FC Fastav Zlín) a Moravskoslezského kraje (SFC Opava), odehrálo se 17. května od 17:30 SELČ na Andrově stadionu v Olomouci, domácím stadionu klubu SK Sigma Olomouc. Obě mužstva si přála hrát blíže kvůli fanouškům a vedení FAČR tak původní plán přehodnotilo. Se změnou souhlasil také MOL, hlavní sponzor soutěže. Vítěz poháru postoupil díky několika okolnostem přímo do základní skupiny Evropské ligy UEFA 2017/18 a zároveň se kvalifikoval do 1. ročníku Česko-slovenského Superpoháru.
| FINÁLE 17. květen 2017 | SFC Opava | 0 – 1  | FC Fastav Zlín        | Andrův stadion, Olomouc                |  |  |
| 17:30 SELČ             |           | Report | Robert Bartolomeu 20' | Diváci: 11 219 Rozhodčí: Radek Příhoda |  |  |
|                        |           |        |                       |                                        |  |  |

| SFC Opava | Fastav Zlín |

| 30     | B      | Vilém Fendrich     |     |
| 12     | LB     | Tomáš Čelůstka     | 72' |
| 5      | O      | Jan Žídek          |     |
| 2      | O      | Dominik Simerský   |     |
| 9      | PB     | Matěj Hrabina      |     |
| 17     | LZ     | Petr Zapalač       |     |
| 14     | Z      | Jan Schaffartzik   |     |
| 11     | Z      | Marko Radić        | 55' |
| 19     | PZ     | Jakub Janetzký     |     |
| 10     | Ú      | Nemanja Kuzmanović | 60' |
| 13     | Ú      | Tomáš Smola        |     |
| Trenér | Trenér | Roman Skuhravý     |     |

| 17     | B      | Stanislav Dostál    |     |
| 16     | LB     | Róbert Matejov      |     |
| 18     | O      | Zoran Gajić         |     |
| 24     | O      | Jakub Jugas         |     |
| 23     | PB     | Miloš Kopečný       |     |
| 25     | LZ     | Robert Bartolomeu   |     |
| 12     | Z      | Ibrahim Traoré      |     |
| 9      | Z      | Lukáš Holík         |     |
| 21     | Z      | Josef Hnaníček      | 77' |
| 11     | PZ     | Vukadin Vukadinović | 86' |
| 10     | Ú      | Jean-David Beauguel | 90' |
| Trenér | Trenér | Bohumil Páník       |     |

| 22 | B | Kryštof Lasák   |     |
| 3  | O | Zdeněk Pospěch  | 72' |
| 4  | O | Matěj Helebrand |     |
| 8  | Z | Tomáš Jursa     | 55' |
| 21 | Z | Václav Mozol    |     |
|    | Z | David Puškáč    |     |
| 18 | Ú | Václav Jurečka  | 60' |

|    | B | Milan Švenger  |     |
|    | O | David Hubáček  |     |
| 27 | O | Ondřej Bačo    | 90' |
| 29 | O | Martin Blanař  |     |
| 6  | Z | David Štípek   |     |
| 13 | Z | Tomáš Janíček  | 77' |
| 15 | Ú | Antonín Fantiš | 86' |

| 0 : 1 |  | 20' | Robert Bartolomeu |

| Žlutá karta | 33' | Tomáš Smola |

| Žlutá karta | 24' | Josef Hnaníček    |
| Žlutá karta | 47' | Miloš Kopečný     |
| Žlutá karta | 66' | Robert Bartolomeu |
| Žlutá karta | 87' | Tomáš Janíček     |

| Červená karta | 90+4' | Jakub Jugas |

| Hlavní rozhodčí: | Radek Příhoda |
| Asistenti:       | Jiří Moláček  |
| Asistenti:       | Z. Dobrovolný |

| 30     | B      | Vilém Fendrich     |     |
| 12     | LB     | Tomáš Čelůstka     | 72' |
| 5      | O      | Jan Žídek          |     |
| 2      | O      | Dominik Simerský   |     |
| 9      | PB     | Matěj Hrabina      |     |
| 17     | LZ     | Petr Zapalač       |     |
| 14     | Z      | Jan Schaffartzik   |     |
| 11     | Z      | Marko Radić        | 55' |
| 19     | PZ     | Jakub Janetzký     |     |
| 10     | Ú      | Nemanja Kuzmanović | 60' |
| 13     | Ú      | Tomáš Smola        |     |
| Trenér | Trenér | Roman Skuhravý     |     |

| 17     | B      | Stanislav Dostál    |     |
| 16     | LB     | Róbert Matejov      |     |
| 18     | O      | Zoran Gajić         |     |
| 24     | O      | Jakub Jugas         |     |
| 23     | PB     | Miloš Kopečný       |     |
| 25     | LZ     | Robert Bartolomeu   |     |
| 12     | Z      | Ibrahim Traoré      |     |
| 9      | Z      | Lukáš Holík         |     |
| 21     | Z      | Josef Hnaníček      | 77' |
| 11     | PZ     | Vukadin Vukadinović | 86' |
| 10     | Ú      | Jean-David Beauguel | 90' |
| Trenér | Trenér | Bohumil Páník       |     |

| 22 | B | Kryštof Lasák   |     |
| 3  | O | Zdeněk Pospěch  | 72' |
| 4  | O | Matěj Helebrand |     |
| 8  | Z | Tomáš Jursa     | 55' |
| 21 | Z | Václav Mozol    |     |
|    | Z | David Puškáč    |     |
| 18 | Ú | Václav Jurečka  | 60' |

|    | B | Milan Švenger  |     |
|    | O | David Hubáček  |     |
| 27 | O | Ondřej Bačo    | 90' |
| 29 | O | Martin Blanař  |     |
| 6  | Z | David Štípek   |     |
| 13 | Z | Tomáš Janíček  | 77' |
| 15 | Ú | Antonín Fantiš | 86' |

| 0 : 1 |  | 20' | Robert Bartolomeu |

| Žlutá karta | 33' | Tomáš Smola |

| Žlutá karta | 24' | Josef Hnaníček    |
| Žlutá karta | 47' | Miloš Kopečný     |
| Žlutá karta | 66' | Robert Bartolomeu |
| Žlutá karta | 87' | Tomáš Janíček     |

| Červená karta | 90+4' | Jakub Jugas |

| Hlavní rozhodčí: | Radek Příhoda |
| Asistenti:       | Jiří Moláček  |
| Asistenti:       | Z. Dobrovolný |